# Runcinia acuminata
Runcinia acuminata är en spindelart som först beskrevs av Tord Tamerlan Teodor Thorell 1881.  Runcinia acuminata ingår i släktet Runcinia och familjen krabbspindlar. Inga underarter finns listade i Catalogue of Life.